# Ingeniería ambiental
La ingeniería ambiental es la rama de la ingeniería que estudia los problemas del planeta de forma científica e integrada, teniendo en cuenta sus dimensiones científicas: químicas, físicas, ecológicas, biológicas, geológicas, sociales, económicas y tecnológicas, con el objetivo de promover un desarrollo sostenible.
Es un área de la ingeniería y rama de las ciencias ambientales que se basa en el diseño, la aplicación, y la gestión de procesos, productos y servicios tecnológicos para la prevención, el control y remedio de problemas ambientales; para el desarrollo del uso sostenible de recursos naturales en procesos productivos y de consumo, teniendo siempre como prioridad la excelente calidad de vida en nuestro entorno amigable.[cita requerida]
La ingeniería ambiental contribuye a garantizar, mediante la conservación y preservación de los recursos naturales, una mejor calidad de vida para la generación actual y para las generaciones futuras. Esta disciplina, en pleno desarrollo, ve cada vez más claro su objetivo y ha venido consolidándose como una necesidad, ya que proporciona una serie de soluciones propicias para enfrentar la actual crisis ecológica que vive el planeta. Por esto, es considerada por muchas personas como una profesión de gran futuro.[cita requerida]
El ingeniero ambiental debe saber reconocer, interpretar y diagnosticar impactos negativos y positivos ambientales, evaluar el nivel del daño ocasionado en el ambiente (en el caso de un impacto negativo) y proponer soluciones integradas de acuerdo a las leyes medioambientales vigentes, así descubrir una relación ambiental más severa.

## Desarrollo de la ingeniería ambiental
Siendo aparente que la salud y el bienestar de una población están estrechamente relacionados con la calidad de su medio ambiente, las personas han aplicado ciertos principios para intentar mejorar esta última. Los romanos construyeron acueductos para prevenir sequías y proveer a las ciudades de una fuente de agua limpia y saludable. En el siglo XV, Baviera creó leyes para restringir el desarrollo y la degradación de zonas alpinas críticas para el abastecimiento de agua de la región.[cita requerida]
La ingeniería ambiental moderna tuvo sus comienzos en Londres a mediados del siglo XIX, cuando se estableció que una red de saneamiento adecuada podría reducir la incidencia de enfermedades transmitidas por el agua como el cólera. La introducción desde ese entonces de la purificación de agua y del tratamiento de aguas residuales ha transformado a las enfermedades transmitidas por el agua de principales causas de muerte a rarezas en los países industrializados.[cita requerida]
En muchos casos, conforme las sociedades fueron creciendo, algunas acciones tomadas por ellas para lograr cambios ambientales tuvieron un impacto negativo a largo plazo sobre otros aspectos de la calidad de su medio ambiente. Un ejemplo de esto es la aplicación generalizada del DDT para controlar pestes agrícolas en los años que siguieron a la Segunda Guerra Mundial. Mientras que los beneficios agrícolas y sanitarios del químico resultaron ser excepcionales (las cosechas crecieron dramáticamente, reduciendo así sustancialmente la incidencia del hambre en el mundo, y la malaria fue controlada más efectivamente que nunca), numerosas especies fueron empujadas al borde de la extinción debido al impacto del DDT sobre sus ciclos reproductivos. El libro Primavera silenciosa, en el  cual Rachel Carson ofrece una vívida narrativa de estos hechos marca el nacimiento del movimiento ambientalista moderno y el desarrollo de la actual rama de la "ingeniería ambiental".[cita requerida]
Desde hace tiempo varias sociedades han generado movimientos conservacionistas y leyes para restringir acciones públicas que podrían perjudicar al medio ambiente. Algunos ejemplos notables de esto son las leyes que decretaron la construcción de la red de saneamiento en Londres y París en el siglo XIX, y la creación del sistema de parques nacionales de los Estados Unidos a principios del siglo XX.[cita requerida]
En la actualidad la ingeniería ambiental juega un importante papel en la elaboración de proyectos, sometidos a procesos de evaluación de impacto ambiental.[cita requerida]